# Elewijt
Elewijt est une section de la commune belge de Zemst située en Région flamande dans la province du Brabant flamand. C'était une commune à part entière avant la fusion des communes de 1977.

## Démographie

### Évolution démographique
- Sources : INS, Rem. : 1831 jusqu'en 1970 = recensements, 1976 = nombre d'habitants au 31 décembre[2].

## Patrimoine
- Château Het Steen

## Personnalités liées à la commune
- Pierre Paul Rubens (1570-1640), peintre flamand